# پاداش سکوت
پاداش سکوت فیلمی به کارگردانی مازیار میری و نویسندگی فرهاد توحیدی ساختهٔ سال ۱۳۸۵ است. فرهاد توحیدی برای این فیلم کاندیدای بهترین فیلمنامه و سیما تیرانداز برنده جایزه بهترین بازیگر نقش دوم زن از جشن خانه سینما شد.

## بازیگران
| بازیگر                 | نقش                 |
| ---------------------- | ------------------- |
| پرویز پرستویی          | اکبر منافی          |
| جعفر والی              | حاجی                |
| رضا کیانیان            | احمد ایروانی        |
| آتیلا پسیانی           | محمد سلیمی          |
| فرهاد اصلانی           | عبدالله مشکاتی      |
| مهتاب کرامتی           | همسر ساجدی          |
| پریوش نظریه            | همسر شهید اطاعت     |
| سیما تیرانداز          | منشی دفتر بازقلعه‌ای |
| شبنم مقدمی             | خواهر اکبر          |
| ماشاالله شاهمرادی زاده | مسئول بایگانی       |
| علی انصاریان           | علی انصاریان        |
| مهدی صفوی              | یحیی ابراهیمی       |

## خلاصه فیلم
اکبر منافی که سابقه بستری شدن در آسایشگاه جانبازان موج گرفته را دارد، اکنون فروشنده بلیت اتوبوس‌های شرکت واحد است. یک شب با دیدن چهره هم‌رزم شهیدش (یحیی) در تلویزیون حالش بد می‌شود و به سراغ پدر او می‌رود و ادعا می‌کند یحیی را نه عراقی‌ها، که او کشته، اما جزئیات آن را به یاد ندارد. آن دو به اتفاق هم به سراغ کسانی می‌روند که در جبهه هم‌رزم یحیی و اکبر بوده‌اند و از نحوه شهادت یحیی آگاه هستند. اولین نفر محمد سلیمی است که در یک کارگاه تراشکاری کار می‌کند و ادعای اکبر را رد می‌کند. دومین نفر عبداله مشکاتی است که اکنون مدیریت کاروان‌های زیارتی به عراق را به عهده دارد و تبدیل به یک سرمایه دار شده است. او نیز ادعای اکبر را رد می‌کند و به او پیشنهاد می‌کند که او را رایگان به زیارت کربلا می‌برد. اکبر با دلخوری از او جدا می‌شود و سراغ دفتر نشریه ای می‌رود که سال‌ها پیش دربارهٔ جبهه منتشر می‌شد، اما سردبیر آن که زمانی رزمنده بود، اکنون به خارج رفته و نشریه نیز که حالا همسرش آن را اداره می‌کند تبدیل به مجله ای زرد شده است. در زیرزمین دفتر نشریه، انباری است که نشانی برخی دیگر از هم‌رزمان آنجا ثبت شده است. اکبر و پدر یحیی سراغ یکی از آنها می‌روند که اکنون یک مدیر عالی‌رتبه است، اما منشی به آنها وقت نمی‌دهد و برخوردی تحقیرآمیز در پیش می‌گیرد. اکبر و پدر یحیی در ادامه جستجوی‌شان به منزل هم‌رزمی دیگر (کمال اطاعت) می‌روند ولی همسرش خبر شهادت او را بر اثر جراحات شیمیایی به آنها می‌دهد. در نهایت اکبر، فرمانده گردانشان احمد ایروانی را که حالا در آسایشگاه جانبازان بستری است پیدا می‌کند و با الهام از او به یاد می‌آورد که ماجرای یحیی چه بوده و چگونه فرمانده به دلیل اصابت تیر دشمن به گلوی او و ایجاد سروصدا در پاتکی شبانه، به اکبر دستور داده بود که یحیی را به زیر آب ببرد تا صدای ناله اش دشمن را متوجه پاتک نکند. در پایان پدر یحیی، اکبر را می‌بخشد و اکبر در کارگاه او مشغول خواندن نماز می‌شود.

## جوایز

### بیست و پنجمین دوره جشنواره فیلم فجر
| بخش                                 | نامزد         | نتیجه    |
| ----------------------------------- | ------------- | -------- |
| جایزه ویژه هیئت داوران برای بازیگری | پرویز پرستویی | برنده    |
| بهترین بازیگر نقش مکمل مرد          | جعفر والی     | نامزدشده |
| بهترین بازیگر نقش مکمل زن           | پریوش نظریه   | نامزدشده |

### یازدهمین دوره جشن حافظ
| بخش                     | نامزد         | نتیجه    |
| ----------------------- | ------------- | -------- |
| بهترین بازیگر مرد سینما | پرویز پرستویی | نامزدشده |
| بهترین فیلمنامه         | فرهاد توحیدی  | نامزدشده |